# Ryūzō Morioka
Ryūzō Morioka (jap. 森岡隆三 Morioka Ryūzō; ur. 7 października 1975 w dzielnicy Jokohamy Aoba) – japoński piłkarz grający na pozycji środkowego obrońcy, a także trener.

## Kariera klubowa
Morioka zetknął się z piłką nożną po raz pierwszy w szkołach średnich, do których uczęszczał: Toin Gakuen Junior High School oraz Toin Gakuen High School.
Jego pierwszym klubem piłkarskim w karierze była Kashima Antlers, do którego trafił w 1994 r. Dnia 17 sierpnia zadebiutował w J-League w wygranym 3:2 spotkaniu z Yokohama FC. Był to jego jedyny mecz w barwach Kashimy; w 1995 r. odszedł do Shimizu S-Pulse. Tam zaczął grać w podstawowym składzie, a 8 listopada tego samego roku zdobył pierwszego gola w J-League, w spotkaniu z Kashimą. W 1996 r. zdobył z Shimizu J-League Cup, a w 1998 r. dotarł do finału rozgrywek o Puchar Cesarza. W 1999 r. został z Shimizu mistrzem kraju, po raz pierwszy w karierze. Dzięki swojej postawie został wybrany do Jedenastki Sezonu J-League.
W 2000 r. osiągnął swój pierwszy międzynarodowy sukces – zdobył Puchar Zdobywców Pucharów Azji – wystąpił w wygranym 1:0 finale z irackim Al-Zawraa. Uznano go najlepszym obrońcą Japonii za rok 2000. W 2001 r. zdobył kolejny Puchar Cesarza, a także Superpuchar Japonii. W Shimizu grał do 2006 r. i rozegrał dla tego klubu 277 meczów, w których zdobył 9 goli.
W 2007 r. odszedł do Kyoto Sanga FC, z którym awansował z drugiej do pierwszej ligi. W 2008 roku zakończył karierę.
| Sezon | Klub            | Kraj    | Rozgrywki  | Mecze | Bramki |
| ----- | --------------- | ------- | ---------- | ----- | ------ |
| 1994  | Kashima Antlers | Japonia | J-League   | 1     | 0      |
| 1995  | Shimizu S-Pulse | Japonia | J-League   | 25    | 1      |
| 1996  | Shimizu S-Pulse | Japonia | J-League   | 23    | 0      |
| 1997  | Shimizu S-Pulse | Japonia | J-League   | 30    | 1      |
| 1998  | Shimizu S-Pulse | Japonia | J-League   | 26    | 0      |
| 1999  | Shimizu S-Pulse | Japonia | J-League   | 26    | 1      |
| 2000  | Shimizu S-Pulse | Japonia | J-League   | 27    | 0      |
| 2001  | Shimizu S-Pulse | Japonia | J-League   | 30    | 1      |
| 2002  | Shimizu S-Pulse | Japonia | J-League   | 3     | 1      |
| 2003  | Shimizu S-Pulse | Japonia | J-League   | 25    | 3      |
| 2004  | Shimizu S-Pulse | Japonia | J-League   | 29    | 0      |
| 2005  | Shimizu S-Pulse | Japonia | J-League   | 23    | 1      |
| 2006  | Shimizu S-Pulse | Japonia | J-League   | 10    | 0      |
| 2007  | Kyoto Sanga FC  | Japonia | J-League 2 | 22    | 1      |
| 2008  | Kyoto Sanga FC  | Japonia | J-League   | 7     | 0      |

## Kariera reprezentacyjna
W reprezentacji Japonii Morioka zadebiutował 31 marca 1999 roku w przegranym 0:2 towarzyskim spotkaniu z Brazylią. W 2002 roku znalazł się w kadrze Philippe’a Troussiera na Mistrzostwa Świata 2002, którego współgospodarzem była Japonia. Na tym Mundialu wystąpił jedynie w zremisowanym 2:2 meczu z Belgią. Karierę reprezentacyjną zakończył w 2003 roku. W 2001 roku dotarł do finału Pucharu Konfederacji, a w 2000 roku zdobył Puchar Azji. W kadrze Japonii rozegrał 38 meczów.